# Teucro (figlio di Scamandro)
Teucro  (in greco antico: Τεῦκρος?, Tèukros) è un personaggio della mitologia greca. Fu il primo re della Troade.

## Genealogia
Figlio di uno dei potamoi, Scamandro e della ninfa Idea fu padre di Batea.

## Mitologia

### Origini
Secondo il latino Virgilio, Teucro era originario di Creta ed emigrò dall'isola per stabilirsi in Troade non lontano dal promontorio di Rhaetean.
Il greco Dionisio di Alicarnasso invece, afferma che Teucro provenisse dall'Attica dove era capo della regione di Xypetȇ.

### Vita in Troade
Visse e regnò sulla Troade prima della fondazione di Troia e la sua terra (che in seguito divenne nota come Dardania), era conosciuta come Teucria ed i suoi abitanti come Teucriani. 

Teucro non aveva figli maschi, così accolse Dardano (che proveniva dall'isola di Samotracia) e gli diede in sposa la figlia Batea in modo da essere succeduto dopo la sua morte.
Teucro costruì un tempio dedicato ad Apollo Sminteo dopo che Apollo liberò dai topi il suo regno (Sminteo significa distruttore di topi).

### Eredità troiana
Nei tempi successivi il popolo troiano viene spesso indicato come discendente di Teucro. Nell'Eneide ad esempio, lo stesso Enea viene definito come "il grande capitano dei Teucriani" ed Anchise ricorda che fu il primo antenato dei Troiani.
Diodoro Siculo afferma che Teucro fu "il primo a regnare come il re della terra di Troia".